# Thamnium aneitense
Thamnium aneitense là một loài rêu trong họ Neckeraceae. Loài này được (Mitt.) Mitt. mô tả khoa học đầu tiên năm 1879.